# 桃花涧遗址
桃花涧遗址，位于江苏省连云港市海州区，是中华人民共和国江苏省文物保护单位之一。
2006年6月5日，授予江苏省文物保护单位，是一座古遗址。